# Савітахунов Алимбек Савітахунович
Алимбек Савітахунович Савітахунов (19 травня 1929, село Рибаче Каракольського кантону, тепер місто Баликчи Іссик-Кульської області, Киргизстан — ?) — киргизький радянський діяч, 1-й секретар Наринського обкому КП Киргизії, міністр сільського господарства Киргизької РСР. Депутат Верховної ради Киргизької РСР 8—9-го та 11-го скликань. Депутат Верховної ради СРСР 10-го скликання. 

## Життєпис
Народився в селі Рибачому Каракольського кантону. Дитинство провів у селі Кічі-Кемін Кемінського району Киргизької АРСР.
У 1949 році закінчив Киргизький сільськогосподарський інститут.
У 1949—1960 роках — старший зоотехнік, начальник відділу, начальник управління, начальник головного управління тваринництва, головний зоотехнік Міністерства сільського господарства Киргизької РСР.
Член КПРС з 1959 року.
У 1960 — грудні 1962 року — завідувач сільськогосподарського відділу Тянь-Шаньського обласного комітету КП Киргизії; 1-й заступник голови виконавчого комітету Тянь-Шаньської обласної ради депутатів трудящих — начальник обласного управління виробництва та заготівель сільськогосподарських продуктів.
У 1963 році — заступник завідувача сільськогосподарського відділу ЦК КП Киргизії.
У 1963—1965 роках — інспектор Середньоазіатського бюро ЦК КПРС у місті Ташкенті.
У 1965—1967 роках — перший заступник міністра сільського господарства Киргизької РСР.
У 1967—1971 роках — інструктор сільськогосподарського відділу ЦК КПРС у Москві.
У 1971—1975 роках — завідувач сільськогосподарського відділу ЦК КП Киргизії.
У 1975 — березні 1980 року — 1-й секретар Наринського обласного комітету КП Киргизії.
У березні 1980 — 1985 року — міністр сільського господарства Киргизької РСР.
У 1986—1989 роках — заступник голови Державного агропромислового комітету Киргизької РСР (з кадрів та зовнішніх зв'язків).
З 1989 року — персональний пенсіонер союзного значення в місті Фрунзе (Бішкеку).

## Нагороди та звання
- два ордени Трудового Червоного Прапора
- орден Дружби народів
- орден «Знак Пошани»
- медалі
- Почесний громадянин міста Бішкек
- Почесний громадянин Наринської області